# Dolichophaonia cacheuta
Dolichophaonia cacheuta är en tvåvingeart som först beskrevs av John Otterbein Snyder 1957.  Dolichophaonia cacheuta ingår i släktet Dolichophaonia och familjen husflugor. Inga underarter finns listade i Catalogue of Life.